# Woodkid
Yoann Lemoine (* 16. března 1983, Tassin-la-Demi-Lune) je francouzský režisér hudebních videoklipů a reklam, grafický designér, fotograf a ilustrátor, pod jménem Woodkid je znám jako zpěvák a skladatel.
Svou první EP desku s názvem Iron vydal v roce 2011, debutové album The Golden Age pak roku 2013. Jeho druhé a zatím poslední album bylo vydáno v roce 2020 a nese název S16. Ve své tvorbě spojuje melancholický zpěv, orchestrální hudbu a elektronické prvky.
Jako režisér spolupracoval s umělci jako jsou Lana Del Rey, The Shoes, Katy Perry či Taylor Swift.

## Osobní život
Yoann Lemoine se narodil v roce 1983 ve francouzském městě Tassin-la-Demi-Lune ležícím nedaleko Lyonu v rodině s polskými kořeny. V Lyonu studoval na umělecké škole ilustraci a animaci. Poté se přestěhoval do Spojeného království, kde se učil sítotisk. V roce 2004 se odstěhoval do Paříže. Později žil také v New Yorku.

## Kariéra
Zpočátku Yoann Lemoine pracoval pod svým původním jménem. Poté, co se rozhodl věnovat naplno hudbě, začal používat přezdívku Woodkid.
Je uznávaným režisérem. Nejprve režíroval videoklipy různých francouzských autorů. Věnoval se též reklamě.
Největší úspěchy získal později s videoklipy pro Lanu Del Rey, Katy Perry, Taylor Swift, Mobyho, Drakea a Rihannu.
Je tvůrcem kampaně proti AIDS s názvem Graffiti.
Písně skládal již od mala. Poprvé však svou tvorbu představil veřejnosti až v březnu roku 2011, kdy vydal EP Iron.
Jeho první album The Golden Age pak vyšlo dva dny po jeho třicátých narozeninách v březnu 2013. Jedná se o projekt s autobiografickými prvky, ve kterém se Woodkid věnuje období, kdy skončily bezstarostné časy dětství, a popisuje přechod do dospělosti. Využívá pocity a symbolické obrazy. Na desce se nachází např. singly Iron, Run Boy Run, I Love You a The Golden Age.
V prosinci roku 2019, tedy sedm let po vydání svého debutového alba, Woodkid oznámil přípravu nové desky. V dubnu 2020 pak představil pilotní singl Goliath. Druhé album S16 vydal v říjnu téhož roku. Deska obsahuje mimo jiné i singly Pale Yellow a Horizons Into Battlegrounds.
Woodkid je autorem soundtracku pro thriller Desierto, jehož součástí je např. singl Land of All. Pro seriál Arcane nazpíval skladbu Guns for Hire.

## Ocenění
Byl třikrát nominován na cenu Grammy, a to za videoklipy ke svým písním Run Boy Run, The Golden Age a Goliath. Ani jednou cenu nezískal.
Je držitelem několika cen z prestižního reklamního festivalu v Cannes. Jeho koncertní show dostala ocenění Les Victories de la Musique.

## Diskografie
Zde se nachází přehled hudební tvorby, kterou Yoann Lemoine vydal pod uměleckým jménem Woodkid.

### EP
| Název                                                    | Datum vydání |
| -------------------------------------------------------- | ------------ |
| Iron                                                     | 28. 3. 2011  |
| Woodkid for Nicolas Ghesquière – Louis Vuitton Works One | 7. 5. 2019   |

### Alba
| Název          | Datum vydání |
| -------------- | ------------ |
| The Golden Age | 18. 3. 2013  |
| S16            | 16. 10. 2020 |

### Soundtracky
| Název                         | Datum vydání |
| ----------------------------- | ------------ |
| Desierto– Original Soundtrack | 8. 4. 2016   |

## Videografie
Zde se nachází přehled hudebních videoklipů k písním různých autorů, na kterých se Yoann Lemoine podílel jako režisér.
Kromě nich Yoann Lemoine režíroval také videoklipy ke svým vlastním písním. Konkrétně se jedná o černobílá videa ke skladbám Iron, Run Boy Run, I Love You a The Golden Age, videoklip k písni Goliath, který se natáčel v mosteckých uhelných dolech, a dále klipy ke skladbám Pale Yellow a In Your Likeness.
| Interpret      | Skladba                   | Rok vydání |
| -------------- | ------------------------- | ---------- |
| Axelle Renoir  | Evergreen                 | 2007       |
| Bensé          | Au grand jamais           | 2008       |
| Berry          | Demain                    | 2008       |
| Yelle          | Ce jeu                    | 2008       |
| Nolwenn Leroy  | Faut-il, faut-il pas ?    | 2009       |
| Moby           | Mistake                   | 2009       |
| Mystery Jets   | Dreaming of Another World | 2010       |
| Katy Perry     | Teenage Dream             | 2010       |
| Taylor Swift   | Back to December          | 2011       |
| The Shoes      | Wastin Time               | 2011       |
| Lana Del Rey   | Born to Die               | 2011       |
| Drake, Rihanna | Take Care                 | 2012       |
| Lana Del Rey   | Blue Jeans                | 2012       |
| Black Atlass   | Jewels                    | 2014       |
| Harry Styles   | Sign of the Times         | 2017       |
| FKA Twigs      | Killer                    | 2022       |

## Turné a koncerty
Woodkid bývá na svých koncertech doprovázen živým orchestrem. V roce 2013 např. vystoupil v Lyonu s Lyonským národním orchestrem. Svá vystoupení obvykle doplňuje též vizuální show ve formě projekcí na plátně.
V roce 2013 vystoupil Woodkid na festivalu Colours of Ostrava. V květnu roku 2021 měl v rámci turné odehrát koncert v pražském Foru Karlín, koncert byl však dvakrát odložen. Uskutečnil se nakonec v červnu roku 2022.